# Hôpital Avicenne
Pour l'hôpital de Rabat, voir CHU Ibn Sina.
L’hôpital Avicenne, en référence à Avicenne, médecin et philosophe persan des Xe – XIe siècles, est un hôpital situé rue de Stalingrad à Bobigny, en Seine-Saint-Denis. Fondé en 1935 sous le nom d'hôpital franco-musulman (nom qu'il a conservé jusqu'en 1978), il constitue aujourd'hui avec l'hôpital Jean-Verdier (Bondy) et l'hôpital René-Muret-Bigottini (Sevran et Aulnay-sous-Bois) le groupe Hôpitaux universitaires Paris Seine-Saint-Denis de l'Assistance publique - Hôpitaux de Paris.

## Histoire

### Contexte
En juillet 1926, le président Gaston Doumergue inaugure la Grande mosquée de Paris en présence du sultan du Maroc, Youssef ben Hassan. Dans son discours, Doumergue rappelle le sacrifice des Nord-Africains lors de la première guerre mondiale, et souligne la protection accordée par l'État français à toutes les croyances sur ses territoires.
Dans le prolongement direct de cette inauguration, un médecin d'Alger, Amédée Laffont, lance publiquement l'idée d'un hôpital réservé aux musulmans, résidents ou de passage, de la région parisienne. Il se forme ainsi un « Comité Laffont » patronné par des personnalités politiques et religieuses, qui se réunit pour la première fois en octobre 1926, trois mois après l'inauguration de la mosquée.
Le comité est présidé par André-Pierre Godin (1875-1954). Conseiller municipal de Paris depuis 1919, chef de cabinet de Georges Clemenceau en 1918, ancien administrateur colonial en Algérie, Godin est un républicain de gauche, laïque et patriote. Il était aussi le fondateur du Service de surveillance et de protection des indigènes nord-africains visant à surveiller une population toujours plus nombreuse, embauchée dans les usines de la région parisienne et composée alors majoritairement de Kabyles. Dans les années 1920 et 1930, la presse décrit une immigration incontrôlée, qui est associée pour les Nord-Africains à la promiscuité et aux maladies.
Après avoir fondé des dispensaires, l'idée de Godin est de contrôler et surveiller la protection sanitaire d'une population en état de santé précaire : à cette fin, il fait passer le projet d'hôpital sous la houlette d'une commission de surveillance créée en 1930 par le Conseil départemental de la Seine.  Sous couvert de soins gratuits, l'hôpital devient le fer de lance d'un dispositif policier. Dans la France coloniale des années 1930, la construction d'un hôpital franco-musulman répondait ainsi à un double objectif : sanitaire et de contrôle policier (identification éventuelle de maghrébins nationalistes).

### Inauguration et période coloniale

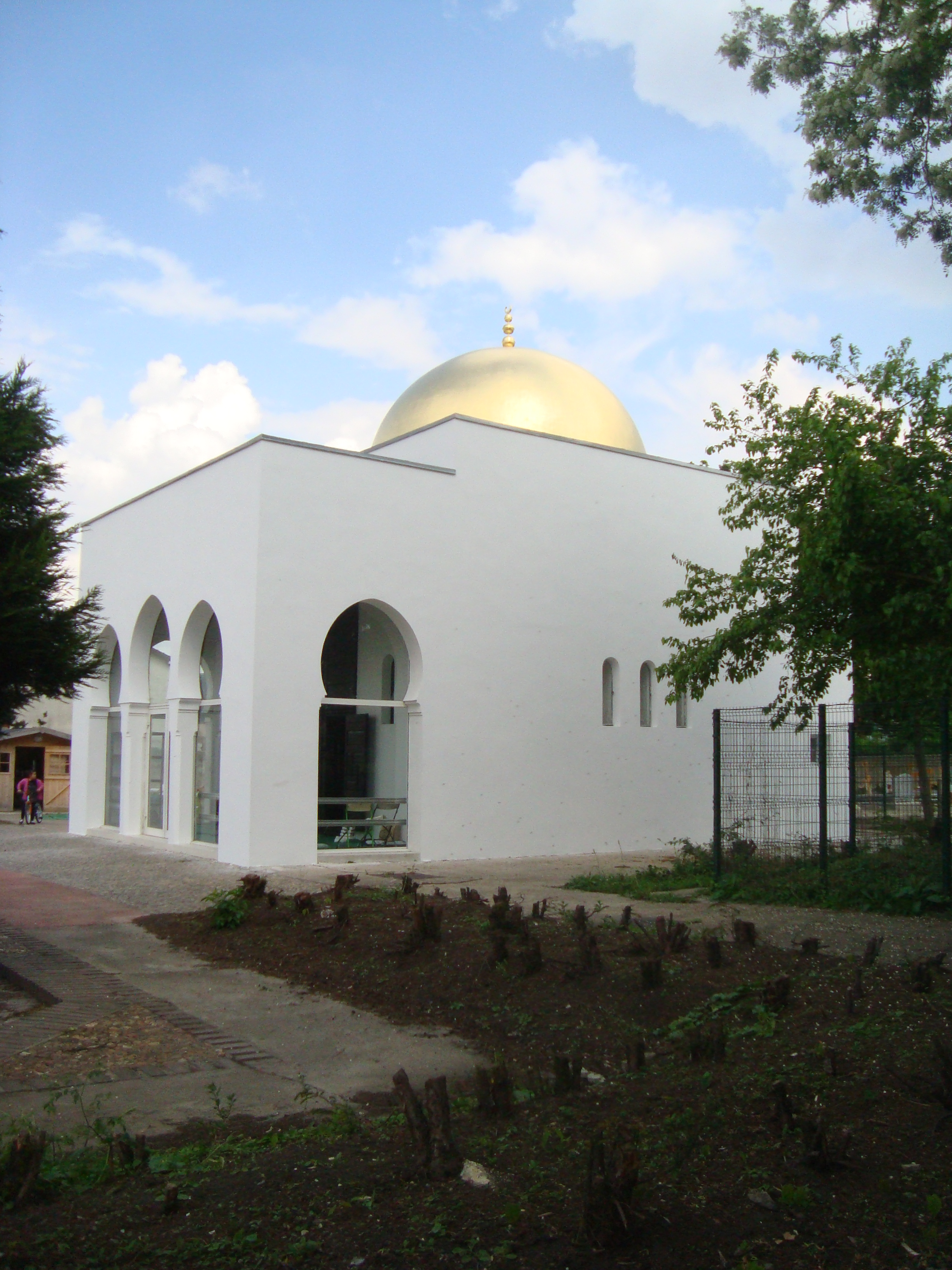
Salle de prière du cimetière musulman de Bobigny.

Un terrain bon marché de 116 000 m2, alors propriété du conseil départemental à Bobigny, commune d'alors 17 000 habitants, est retenu, malgré l'opposition du maire communiste et de la population à ce projet d'hôpital auquel ils n'auront pas accès et aux frais d'inhumation des indigents. Malgré les oppositions locales, le président de la République signe la déclaration d'utilité publique du projet de construction à Bobigny le 24 septembre 1930. Le terrain était utilisé par la puissante société sportive du Stade français. Le préfet de la Seine ordonne que seule la moitié de la parcelle soit utilisée pour construire l'hôpital, amenant à renoncer à un lieu d'abattage rituel, à un centre de convalescence, à un grand potager et à un centre d'aide par le travail.
L'hôpital est inauguré le 22 mars 1935 sous le nom d'Hôpital franco-musulman de Paris en présence de trois ministres dont le ministre de l'Intérieur Marcel Régnier, du préfet de police, du président du Conseil général de la Seine Augustin Beaud, du président de la Société des Habous Kaddour Benghabrit et d'André-Pierre Godin, mais en l'absence ostensible du maire Jean-Marie Clamamus.
Il est alors réservé aux patients musulmans de Paris et du département de la Seine. L'hôpital est placé sous l'autorité de la préfecture de police de Paris et rattaché au Service de surveillance et de protection des indigènes nord-africains (SSPINA, devenu Service des affaires indigènes nord-africaines),. Dans les premiers temps, tous les musulmans présents dans les autres hôpitaux parisiens y sont emmenés de force en car de police. Adolphe Gérolami, ancien administrateur principal des communes mixtes d’Algérie, qui dirigeait les services de la rue Lecomte, fut le premier directeur de l’hôpital franco-musulman et de l’école d’infirmières (nommé en 1932).

#### Architecture
Il s'agit d'un hôpital pavillonnaire conçu par les architectes Maurice Mantout (1886-1953), l'un des architectes de la grande mosquée de Paris, et Léon Azéma, qui prend place dans un parc de huit hectares.
À l'origine, en 1935, il était composé d'un bâtiment principal, le bâtiment Larrey, en longueur, avec un corps central doté de deux ailes de part et d'autre. L'ensemble adopte une silhouette moderne (volumes parallélépipédiques, horizontalité soulignée des niveaux, toits-terrasses). Du point de vue de l'architecture hospitalière, il fait partie des « édifices de transition » de l'entre-deux-guerres, où la construction utilise le béton armé en intégrant des fonctions modernes (monte-charge, ascenseur…), permettant des pavillons hospitaliers à deux ou trois étages.
En région parisienne, l'hôpital franco-musulman est ainsi de la même période que l'hôpital américain, l'hôpital Foch, l'hôpital Raymond-Poincaré, etc. Sa particularité est d'intégrer des éléments décoratifs d'architecture orientale : colonnades et arcs brisés, enduits blancs, revêtement de céramique jaune, vert ou bleu.
L'accès depuis la rue se fait par une porte monumentale à travers un mur d'enceinte. C'est un porche néo-mauresque décoré, où l'on peut lire dans les mosaïques hôpital franco-musulman en français d'un côté et hôpital musulman en arabe de l'autre. Cette entrée est un hommage, directement inspiré de la porte de Meknès, Bab Mansour el Aleuj.
L'entrée de la morgue est pavée de vert et de blanc, couleurs symboliques du deuil musulman. Ouvert en 1937 comme annexe de l'hôpital, le cimetière musulman de Bobigny se trouve à quelques kilomètres. Il est rattaché à l'Assistance publique - Hôpitaux de Paris en 1961, qui en assure la gestion jusqu'au milieu des années 1990, puis affecté au syndicat intercommunal de La Courneuve-Aubervilliers-Bobigny-Drancy.

#### Fonctionnement

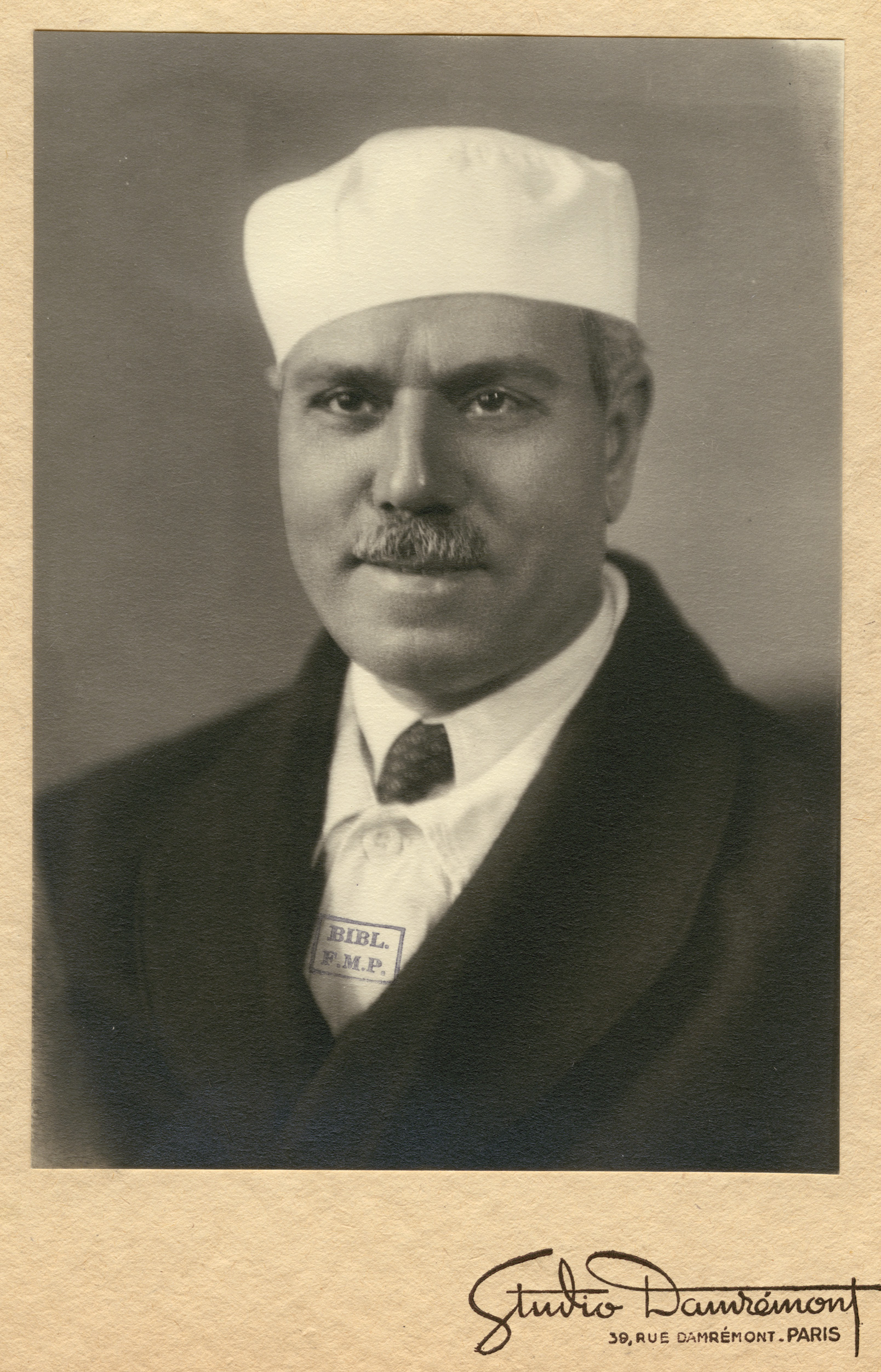
Le professeur Ali Sakka, chef du service des tuberculeux de l'hôpital franco-musulman démissionna devant l'arrivée des Allemands en 1940.

L'hôpital, de 300 lits à l'origine, est destiné aux pathologies spécifiques de l'Afrique du nord. Le corps central du bâtiment principal a une fonction administrative et de services généraux. L'aile gauche est celle des tuberculeux, l'aile droite celle de médecine générale et de chirurgie. L'ensemble est complété par un important laboratoire annexe consacré aux maladies exotiques, et jouant aussi un rôle de recherches.
Durant cette période, une grande partie du personnel infirmier parle l'arabe ou le kabyle, et la plupart des médecins sont liés à l'Afrique du Nord. Les élèves infirmières reçoivent une formation spécifique à la culture et la géographie arabes. L'hôpital devient une référence pour les étudiants en médecine d'Afrique du Nord, accueillant stagiaires et internes provenant du Maroc, d'Algérie et de Tunisie.

### Résistance sous l'occupation
En novembre 1940, l'hôpital est réquisitionné par l'armée allemande, car il est neuf et doté de matériel de pointe de l'époque. Le professeur Ali Sakka, chef du service des tuberculeux démissionne avant l'arrivée des occupants. Son interne Ahmed Somia, avec la complicité de la mairie de Bobigny, « déménage » des appareils médicaux dans une annexe de la mairie. Dans le laboratoire même de l'hôpital, la pharmacienne Alice Rollen réalise des analyses illégales au profit de la population de Bobigny.
En mars 1941, l'occupant rend l'hôpital au régime de Vichy. Ce dernier accepte une ouverture progressive des soins à la population non-musulmane, compte tenu du coût économique de l'occupation allemande, mais en renforçant aussi le contrôle policier (création d'une section anticommuniste dans la surveillance des indigènes nord-africains).
À partir de 1942, une résistance s'organise par le biais d'hébergement (le concierge Abdhelafid Haffa partage sa loge) et de soins clandestins (les blessés par balle sont opérés la nuit). Cela est rendu possible par la complicité passive du personnel. Les clandestins (résistants ou aviateurs alliés) nécessitant des soins prolongés sont hospitalisés dans le service des tuberculeux, car il n'est guère vérifié par la police allemande ou vichyste par crainte de la contamination.

### Période post-coloniale
Après 1945, l'hôpital s'ouvre progressivement à toute la population, et les musulmans ne sont plus dirigés obligatoirement vers Bobigny. Le département de la Seine devient l'unique gestionnaire de l'hôpital qui abandonne toute relation avec la préfecture de police de Paris.
De nouveaux bâtiments voient le jour : pavillon Charcot en 1969, pavillon Lavoisier en 1980, SAMU / SMUR en 1993, pavillon Madeleine Brès en 2005.
En 1978, l'hôpital a adopté le nom d'Avicenne, en arabe Abu 'Ali al-Husayn Ibn Abd Allah Ibn Sina, l'un des grands personnages du monde musulman. À la fois, médecin, philosophe, poète et musicien, Avicenne est l'auteur du Canon de la médecine (Qanûn), qui est resté un traité de référence en médecine jusqu'au XVIIe siècle en Europe.
En 2005, à l'occasion du 70e anniversaire de son ouverture, l'hôpital fait l'objet au musée de l'Assistance publique - Hôpitaux de Paris d'une exposition intitulée « 1935-2005. L'hôpital Avicenne : une histoire sans frontières ».
En 2006, le porche d'entrée dans son ensemble, les façades (y compris la colonnade) et toitures de la partie centrale du bâtiment Larrey, le hall d'entrée et la salle du conseil, et la chapelle funéraire de la morgue, sont inscrits au titre des monuments historiques par un arrêté du 25 janvier.
Selon Katia Kukawka, ancienne conservatrice du musée de l'Assistance publique, le nom prestigieux d'Avicenne est bienvenu : « Il permet de ne pas nier l'histoire tout en s'en dégageant avec force, au profit d'une figure tutélaire dont on retient l'immensité du savoir et la grande tolérance.»

## Organisation
L'hôpital Avicenne (Bobigny), l'Hôpital Jean-Verdier (Bondy) et l'Hôpital René-Muret-Bigottini (Sevran) constituent le groupe Hôpitaux universitaires Paris Seine-Saint-Denis de l'Assistance publique - Hôpitaux de Paris.
L'hôpital répond aux besoins de soins de la population locale (bassin de vie no 11 rattaché au secteur sanitaire 4 Paris-Nord), mais c'est également un hôpital universitaire, organisant recherche et enseignement dans le cadre de la faculté de médecine de Bobigny (Université Sorbonne-Paris-Nord).
En 1997, l'hôpital compte 530 lits d'hospitalisation à temps plein de court-séjour, et trente-cinq lits de soins à temps partiel.
L'hôpital abrite une Permanence d'accès aux soins de santé (PASS).

## Site archéologique
L'hôpital se situe sur une partie des vestiges d'un village d'artisans, occupé de 350 av. J.-C. à 110 apr. J.-C. En effet, en 1992, lors de la construction d’un nouveau bâtiment, le Bureau du patrimoine archéologique du département de la Seine-Saint Denis constate que le sol présente des signes d’anthropisation. Des fouilles révèlent des traces d’une occupation gauloise. Puis, en 1995, dans la ZAC de la Vache à l’Aise, est découvert un habitat gaulois du IIe siècle av. J.-C., couvrant cinquante hectares.
Le plateau technique de l'hôpital (radiologique), mis à la disposition du chantier archéologique, facilite la restauration des objets et permet de constater que les individus étaient en relative bonne santé, bien davantage que, plus tard, les populations du Moyen Âge plus couramment exhumées en Île-de-France. Une étude parasitologique a été publiée en 1996.
De 2002 à 2003, l'Institut national de recherches archéologiques préventives met au jour, à l'occasion de fouilles préventives à la construction d'un nouveau bâtiment, la plus importante nécropole connue en Europe pour la période gauloise.
Les objets découverts comprennent, entre autres, 40 000 morceaux de vases, 10 panoplies de guerriers, plus de 200 bracelets en lignite, verre ou métal, des colliers en fer, des perles d'ambre, 140 pièces de monnaie et bien sûr des fibules (25 dans l'habitat et 410 dans les tombes)… Une partie des objets est présentée jusqu'au début 2009 dans le hall central de l'hôpital.
C'est la découverte de 521 tombes qui fait de ce lieu un site archéologique majeur. En effet, on ne compte en Europe que douze nécropoles de plus de 200 tombes pour cette période de l'âge du fer récent. La forte proportion d'inhumations est assez unique par rapport au faible nombre d'incinérations.

## Accès
- Tramway : La station Hôpital Avicenne de la ligne de tramway T1 est située devant l'entrée.

## Personnalités
Exercent ou ont exercé à l'hôpital Avicenne :
- Marie-Christophe Boissier (1957), rhumatologue ;
- Didier Fassin (1955), anthropologue et médecin où il a fondé (en 1996) et dirigé l’unité Villermé pour les malades sans protection sociale ou titre de séjour ;
- Jacques Gonzales (1941), biologiste, pionnier de la fécondation in vitro en France ;
- Hubert Jausion (1890-1959), dermatologue qui dénonça sa future belle-fille juive à l'occupant nazi, causant sa déportation et sa mort ;
- Lucien Israël (1926-2017), cancérologue ;
- Serge Lebovici (1915-2000), pédopsychiatre et psychanalyste, qui y a développé la psychopathologie du bébé ;
- Ali Magoudi, psychanalyste et écrivain, principalement auprès de patients addicts ;
- le professeur Emmanuel Martinod qui y a réalisé les premières greffes de trachée par allogreffe d'une section d'aorte[22] ;
- Marie Rose Moro, pédopsychiatre et psychanalyste ;
- Tobie Nathan, psychologue et ethnopsychiatre ;
- Marie-Caroline Saglio-Yatzimirsky, anthropologue et psychologue clinicienne, où elle travaille avec des patients exilés atteints de psycho-traumatismes[23] ;
- Jean-Loup Salzmann (1955), histologiste, président de l'université Sorbonne-Paris-Nord, puis président de la conférence des présidents d'universités ;
- Ahmed Somia (1910-1993), interne puis médecin-chef, membre d'un réseau de résistance parvenant à héberger et soigner résistants et aviateurs alliés en 1943-1944[24] ;
- Élisabeth Toutut-Picard, directrice d'hôpital aujourd'huie députée ;
- Alain Venot (1948), médecin spécialisé en informatique médicale et romancier.

Décès à l'hôpital :
- Jacques Brel y meurt d'une embolie pulmonaire le 9 octobre 1978[25].

## Dans la culture
- Film documentaire J'ai rêvé d'une grande étendue d'eau de Laurence Petit-Jouvet (2002) sur la consultation de psychiatrie transculturelle dirigée par le Pr Marie Rose Moro, chef du service de Psychopathologie de l'enfant et de l'adolescent[26]
- Film documentaire Une cellule psychologique a été mise en place de Corinne Moutout (2008) sur la Cellule d'urgence médico-psychologique du SAMU 93[27].
- Film documentaire La Permanence de la réalisatrice Alice Diop décrivant le fonctionnement quotidien de la Permanences d'accès aux soins de santé (PASS)[28]. Prix de l'institut français Marcorelles au Cinéma du réel en 2016.
- En 2003 et 2004, l'artiste Grand Corps Malade y a animé et permis le lancement d'un groupe thérapeutique utilisant le slam comme médiation thérapeutique, proposé aux adolescents consultant à la Maison des Adolescents Casita (service de psychopathologie de l'enfant et de l'adolescent). Ce groupe slam est toujours actif en 2019[29].